# Ipomoea prismatosyphon
Ipomoea prismatosyphon är en vindeväxtart som beskrevs av Friedrich Welwitsch. Ipomoea prismatosyphon ingår i släktet praktvindor, och familjen vindeväxter. Utöver nominatformen finns också underarten I. p. trifida.